# Maison Zinn
 (juillet 2021).
Si vous disposez d'ouvrages ou d'articles de référence ou si vous connaissez des sites web de qualité traitant du thème abordé ici, merci de compléter l'article en donnant les références utiles à sa vérifiabilité et en les liant à la section « Notes et références ».
 (juillet 2021).
La mise en forme du texte ne suit pas les recommandations de Wikipédia : il faut le « wikifier ».
Les points d'amélioration suivants sont les cas les plus fréquents :
- Les titres sont pré-formatés par le logiciel. Ils ne sont ni en capitales, ni en gras.
- Le texte ne doit pas être écrit en capitales (les noms de famille non plus), ni en gras, ni en italique, ni en « petit »…
- Le gras n'est utilisé que pour surligner le titre de l'article dans l'introduction, une seule fois.
- L'italique est rarement utilisé : mots en langue étrangère, titres d'œuvres, noms de bateaux, etc.
- Les citations ne sont pas en italique mais en corps de texte normal. Elles sont entourées par des guillemets français : « et ».
- Les listes à puces sont à éviter, des paragraphes rédigés étant largement préférés. Les tableaux sont à réserver à la présentation de données structurées (résultats, etc.).
- Les appels de note de bas de page (petits chiffres en exposant, introduits par l'outil «  Source ») sont à placer entre la fin de phrase et le point final[comme ça].
- Les liens internes (vers d'autres articles de Wikipédia) sont à choisir avec parcimonie. Créez des liens vers des articles approfondissant le sujet. Les termes génériques sans rapport avec le sujet sont à éviter, ainsi que les répétitions de liens vers un même terme.
- Les liens externes sont à placer uniquement dans une section « Liens externes », à la fin de l'article. Ces liens sont à choisir avec parcimonie suivant les règles définies. Si un lien sert de source à l'article, son insertion dans le texte est à faire par les notes de bas de page.
- La présentation des références doit suivre les conventions bibliographiques. Il est recommandé d'utiliser les modèles {{Ouvrage}}, {{Chapitre}}, {{Article}}, {{Lien web}} et/ou {{Bibliographie}}. Le mode d'édition visuel peut mettre en forme automatiquement les références.
- Insérer une infobox (cadre d'informations à droite) n'est pas obligatoire pour parachever la mise en page.

Pour une aide détaillée, merci de consulter Aide:Wikification.
Si vous pensez que ces points ont été résolus, vous pouvez retirer ce bandeau et améliorer la mise en forme d'un autre article.
La maison Zinn (Zinnske Gård), située à Kvæsthusgade 3, est une maison historique située au coin du canal Nyhavn dans le centre de Copenhague. Elle tire son nom de la famille Zinn, une famille prospère de marchands qui l'ont possédée pendant plus de 150 ans. Le compositeur Johan Peter Emilius Hartmann, marié à la compositrice Emma Sophie Amalie Zinn, une petite fille de Johann Ludvig Zinn, a vécu au deuxième étage de la maison de 1829 à 1900. Le bâtiment a été inscrit sur le registre danois des bâtiments et des lieux protégés en 1959.

## Histoire

### Oluf Blach
La propriété faisait en 1689 partie d'une propriété plus grande appartenant à Nikolaj Veisling. Le bâtiment a été construit sur deux étages en 1751 pour le marchand Oluf Blach (1694-1767) qui avait fait fortune dans le commerce de l'Atlantique Nord et deviendra plus tard directeur général de la Société Générale Commerciale. 

### Famille Zinn
La maison a ensuite été acquise par Johann Ludvig Zinn, venu à l'origine au Danemark en 1757 pour travailler pour Fabritius & Wewer et qui a établi son propre établissement de commerce en 1765. Il épousera  Johanna Charlotta Sophia Preisler (1754-1833), fille du professeur et graveur Johan Martin Preisler. Leur fille, Sophie Dorothea Zinn, a décrit la vie quotidienne dans cette maison dans ses savoureuses mémoires Les Confessions de Grand-Maman (Grandmamas Bekjendelser). C'est dans la Maison Zinn que la Marseillaise a été chantée pour la première fois au Danemark lors d'un dîner d'une délégation française le 20 janvier 1794 où Honoré-Nicolas-Marie Duveyrier était l'un des invités. Sophie Zinn l'a persuadé de chanter la chanson, bien que les «chansons révolutionnaires» étaient alors fermement proscrites au Danemark. Duveyrier lui envoya la partition et les paroles le lendemain. Johann Ludvig Zinn était grand amateur de musique et sa maison accueillait souvent des soirées musicales.
Les deux fils de Zinn, Carl Ludvig Zinn (1777-1808) et Johan Friedrich Zinn (1779-1838), ont repris l’entreprise familiale après la mort de leur père en 1802. Celle-ci était devenue alors la deuxième de Copenhague en termes de revenus taxables. Johan Friederich Zinn deviendra propriétaire unique de l'entreprise lorsque son frère aîné décéda prématurément en 1808. Il agrandit le bâtiment d'un étage en 1812. L'entreprise fut ensuite transmise au fils de Johann Friedrich Zinn, Ludvig Maximilian Zinn.
La fille de Johan Friedrich Zinn, Emma Sophie Amalie, compositrice, a épousé le compositeur Johan Peter Emilius Hartmann. Le couple habitait au deuxième étage. Hartmann continua à y vivre jusqu'à son décès en 1900. Hans Christian Andersen qui était ami et voisin lui rendait fréquemment visite. D'autres compositeurs de la famille y ont vécu, notamment Emil Hartmann, fils du couple, mais aussi leurs gendres Niels W. Gade et August Winding. Les compositeurs Asger Hamerik et CFE Horneman appartenaient également à la famille Zinn et ont vécu pendant un certain temps dans la maison. 
Le journaliste Jens Giødwad, rédacteur en chef du magazine Fædrelandet, résida dans le bâtiment de 1870 à 1874 environ, et l'artiste Johan Rohde vécut dans celui-ci en 1903-1904. 

### Propriétaires ultérieurs
La maison Zinn a été achetée dans les années 1900 par Alfred Olsen & Co qui a procédé à une rénovation de celle-ci.  

## Architecture
Le bâtiment se compose de trois étages bâtis sur une cave haute et est large de 12 travées. Les deux oriels du troisième étage datent de la rénovation de 1907. Le toit en bâtière d'origine a également été remplacé par un toit mansardé à huit lucarnes.
Au-dessus de la passerelle se trouve une plaque commémorative indiquant que JPE Hartmann a vécu dans le bâtiment de 1829 à 1900. Elle mentionne également que la famille Zinn a acquis le bâtiment en 1751 et que celui-ci a été rénové en 1907. 
Le complexe comprend par ailleurs une aile latérale du côté nord d'une cour centrale ainsi qu’une aile arrière. Le bâtiment donnant sur la rue a été inscrit au registre danois des bâtiments et lieux protégés en 1959 mais non l'aile latérale et l'arrière.

## Situation actuelle
Le bâtiment appartient désormais à Nordea Properties qui a reconverti celui-ci en appartements avec l'aide de Holsøe Arkitekter. 

## Résidents notables
- Oluf Blach (1794-1767), marchand
- Johann Ludvig Zinn (1734-1802), marchand
- Sophie Thalbitzer (1774-1851), mémorialiste
- Johan Peter Emilius Hartmann (1805-1900), compositeur
- Emma Hartmann (1807-1851), compositrice
- Emil Hartmann (1836-1898), compositeur
- Lars Hjortshøj (né en 1967), comédien
- Tina Builsbo (née en 1862), journaliste
- Thomas Delaney (né en 1991), footballeur
- Caroline Henderson (née en 1962), chanteuse, résidente en 2018-2020